# Joaquim Trias i Pujol
Joaquim Trias i Pujol (Badalona, 1887-1964) fou un reconegut metge badaloní, germà d'Antoni Trias i Pujol.

## Biografia
En aquests anys naixia la cirurgia contemporània, gràcies a l'anestèsia i a les idees de Lister sobre l'antisèpsia (i més tard encara les de l'asèpsia), i s'introduïa a casa nostra de la mà de Salvador Cardenal i de Miquel Fargas, que s'atreviren amb les primeres laparotomies del país.
Joaquim obtingué la llicenciatura l'any 1910 i, acabada la carrera de Medicina i la de Farmàcia fa el doctorat a Madrid l'any 1911. Aquell mateix any es fa metge militar i, com a capità en la guerra del Marroc, adquireix experiència en cirurgia de guerra. El 1916 torna i guanya la càtedra d'Anatomia Topogràfica i Operacions de Granada. I l'any 1920, després de Saragossa, és traslladat a Barcelona, on ja serà catedràtic de Patologia Quirúrgica en el recent Hospital Clínic. Tant en les lliçons com en les publicacions demostrà un especial interès per explicar-se i explicar les bases de la cirurgia, sobretot l'anatomia quirúrgica i la fisiopatologia.
Joaquim tenia una capacitat d'anàlisi dirigida sobretot a la comprensió, tant dels fenòmens científics com de les persones. Amb el seu germà Antoni tenia moltes coses en comú: un sentit crític despert; un gust per la unió d'intel·ligència i bondat; una passió pel cultiu de l'art de la conversa; un humor saludable; i una digna impertorbabilitat demostrada en moments bons i adversos.
En cirurgia també tenien una actitud similar. Abandonant l'hàbit general de la rapidesa, optaren per una cirurgia més meticulosa (per exemple en l'hemostàsia i la manipulació) que mostrà aviat la seva superioritat. Amb paraules de Joaquim: "l'èxit del cirurgià, depenia més de ser respectuós que no de ser brillant". Aquest tret definitori va fer que es parlés d'una sola escola quirúrgica, i a més, d'ella sorgiren aviat iniciatives fonamentals.
Amb la mirada posada en les urgències com a necessitat ciutadana, volgué millorar la pràctica de la traumatologia, feta per cirurgians amb força confusió de criteris. Viatjà a Viena a veure Buhler, amb Jimeno Vidal, i en tornar organitzà un servei d'urgències reconegut arreu i un dispensari especialitzat. És lògic que fos el primer president de la Sociedad Española de Cirugía Ortopédica y Traumatología. A més, l'experiència d'aquesta escola del Clínic tingué després una influència primordial en el bon tractament de molts ferits; perquè la idea de tractar les fractures obertes com si fossin ja osteomielitis, amb cura oclusiva d'Orr, va ser adaptada pels cirurgians de l'exèrcit republicà. I, sistematitzada i donada a conèixer després per Josep Trueta, obtingué un reconeixement ampli durant la Segona Guerra Mundial. Els germans Trias i Pujol, juntament amb Corachán i Ribas, fundaren la Revista de Cirurgia de Barcelona i el Butlletí de la Societat de Cirurgia per acollir-hi un debat científic, i potenciaren l'Acadèmia de Ciències Mèdiques, de la qual foren presidents (Joaquim Trias en fou president des del 1928 al 1930).
Una aportació fonamental la van fer en una experiència de reforma universitària que encara avui és motiu d'estudi i d'admiració: la primera Universitat Autònoma. Joaquim, des del seu lloc de Degà (que ocupà durant nou anys), i amb August Pi Sunyer, va ajudar a reconvertir la Facultat de Medicina. Obriren les portes a homes eminents que n'havien quedat al marge: Puig Sureda, Emili Mira, Lluís Sayé, Ribas i Ribas, Manuel Corachán, Jacint Raventós, Ignasi Barraquer i d'altres, i a la majoria de centres (Sant Pau, Sagrat Cor). S'introduí la contractació de professors, els exàmens i classes per grups d'assignatures, la priorització de l'ensenyament pràctic, l'accés d'alumnes al claustre, bilingüisme, el debat obert. Era un camí engrescador que aviat apujà el nivell docent i, seguint un model més anglosaxó, endegà una rica simbiosi entre universitat i societat.
Però amb el seu germà Antoni formà part del gran èxode intel·lectual que seguí la pèrdua de la guerra civil espanyola pel bàndol republicà. Joaquim s'exilià amb 51 anys a França, on continuà operant fins que les tropes alemanyes n'ocuparen tot el territori. Aleshores s'exilià a Andorra, on organitzà la primera sala d'operacions a casa seva mateix. Tornà a Espanya el 1947 malgrat haver-li'n arrabassat la càtedra i el servei. L'any 1948 anà a la presó per negar-se a transgredir el secret professional d'un malalt seu, i no en sortí fins que el clamor d'una campanya europea el posà com a exemple de valor cívic i d'integritat moral. El 1954 el contractaren per la càtedra de cirurgia de Mendoza, a l'Argentina, on retrobà l'enyorada vida universitària.
Joaquim, després d'una vellesa jovial, amb passejades pels estimats turons de Canyet i de la Conreria, morí a Barcelona el 1964.
En honor d'ell i el seu germà Antoni el principal centre hospitalari de Badalona porta el nom d'Hospital Germans Trias i Pujol.